# Scream Silence
Scream Silence est un groupe allemand de rock, originaire de Berlin.

## Histoire
Le premier album To Die for est publié par le magazine musical Orkus en 1999. Scream Silence tourne ensuite avec des groupes comme Christian Death et Dreadful Shadows sont présents en tournée.
En 2001 sort le deuxième album The 2nd, puis le groupe joue la tournée Im Rahmen der folgenden Tour puis au Wave-Gotik-Treffen 2002. En 2003, ils sortent l'album Seven Tears sur le label Moonstorm Records, qui est publié dans des magazines musicaux comme Zillo. Lors du festival à Ravenstein, Scream Silence joue avec Adam Pearson, le guitariste des Sisters of Mercy. L'album sort Elegy fin octobre 2004.
Le 30 janvier 2006, l'album Saviourine sort est finalement en Allemagne, ainsi que dans presque toute l'Europe centrale et orientale. Le 20 avril 2007, le sixième album Aphelia sort.
En juin 2015, sort le nouvel album Heartburnt, produit grâce à une campagne de financement participatif et qui est produit par son propre label (Plainsong Records). En juillet 2015, l'album atteint la 1re place des Deutschen Alternative Charts. Le 9 décembre 2023, ils jouent après une longue pause de repos et jusqu'à la nuit tombée, dans une salle de concert au Klub-Klinik-Löbau.

## Discographie

### Albums studio
- 1999 : To Die for
- 2001 : The 2nd
- 2003 : Seven Tears
- 2004 : Elegy
- 2005 : Saviourine
- 2007 : Aphelia
- 2008 : Apathology
- 2012 : Scream Silence
- 2015 : Heartburnt

### Singles
- 2000 : The Sparrows and the Nightingales
- 2001 : Forgotten Days
- 2004 : Curious Changes
- 2005 : Creed
- 2012 : Dreamer's Court
- 2015 : Art Remains